# Emma Mærsk
Emma Mærsk je obří kontejnerová loď, která s 397 metry délky drží od roku 2010 rekord nejdelší lodi na světě. Vlastníkem je dánská plavební společnost A.P. Moller-Maersk Group. V minulosti existovalo i několik delších lodí, se 458 metry nejdelší Knock Nevis byl rozebrán v roce 2010. Emma Mærsk také patří ke kontejnerovým lodím s největší přepravní kapacitou kontejnerů. V letech 2006 – 2008 bylo na vodu spuštěno dalších 7 sesterských lodí třídy E stejných parametrů – Estelle Mærsk, Eleonora Mærsk, Evelyn Mærsk, Ebba Mærsk, Elly Mærsk, Edith Mærsk a Eugen Mærsk.

## Motor

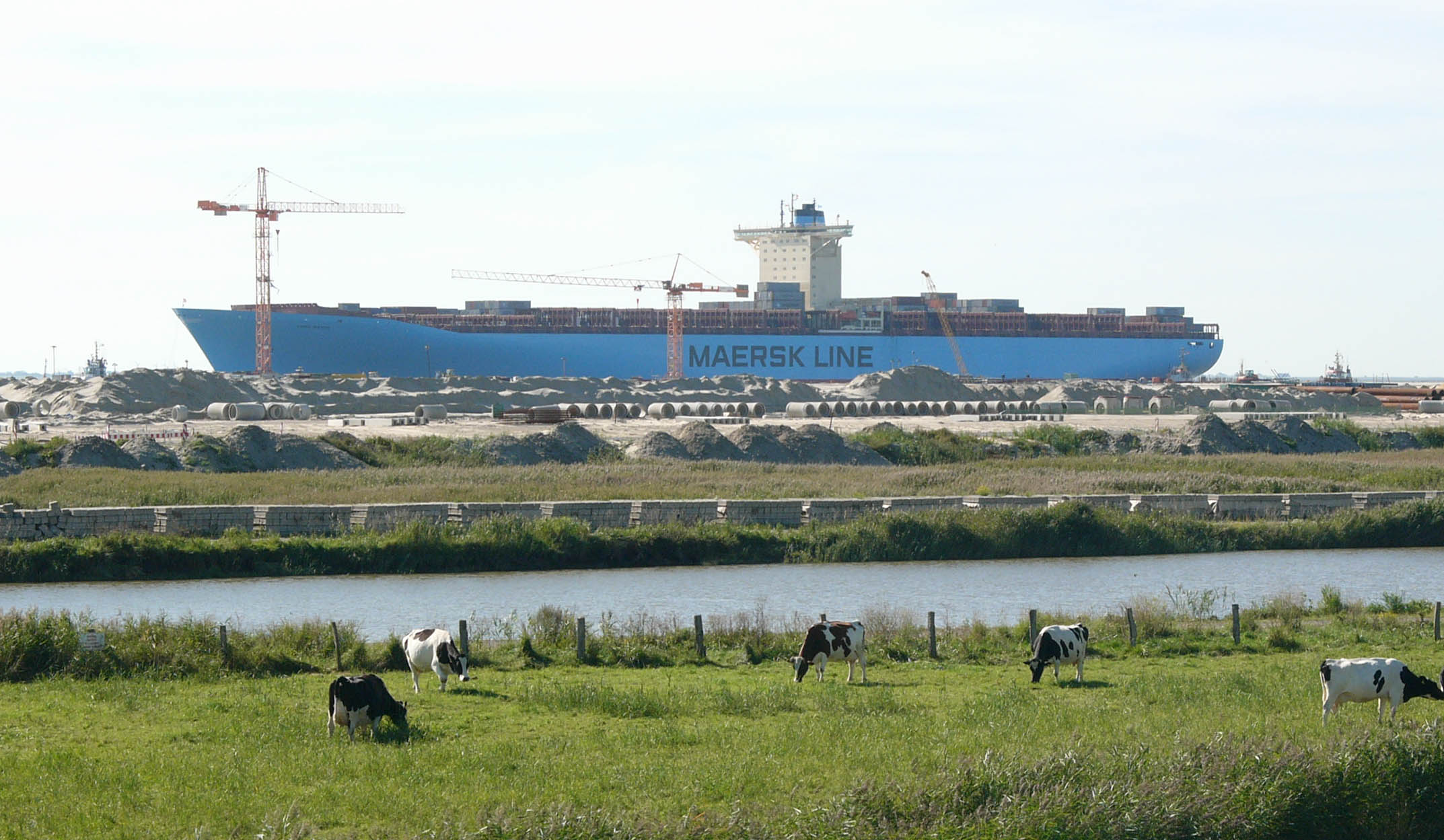
Emma Mærsk

Loď používá největší motor svého druhu na světě, který byl kdy postaven. Motor Wärtsilä-Sulzer RTA96-C je přeplňovaný dieselový dvoutaktní 14válec s technologií Common rail. Motor má hmotnost 2 300 tun, při 102 otáčkách za minutu dává výkon 84 435 kW (114 800 koní). Každou hodinu spotřebuje okolo 13,7 tun paliva.

## Kapacita
Podle propočtů společnosti, která loď vlastní, je Emma Mærsk schopna uvézt náklad o objemu 11 000 TEU. Tento výpočet bere v úvahu i náklad v kontejnerech. V případě prázdných kontejnerů je kapacita vyšší, až 15 200 či 15 500 TEU. Toto potvrdila sesterská loď Ebba Mærsk, která v roce 2010 při jedné z plaveb přepravila rekordních 15 011 TEU.
V roce 2012 byla spuštěna kontejnerová loď CMA CGM Marco Polo. Je dlouhá 396 metrů a je schopna uvézt náklad 10 000 TEU plných kontejnerů, ale až 16 020 TEU prázdných kontejnerů. Proto bývá označována jako větší než Emma Mærsk.

## Historie
Loď byla postavena v dánské loděnici Odense Steel Shipyard AS a slavnostně pojmenována 12. srpna 2006. Loď je pojmenována po nedávno zesnulé manželce syna zakladatele společnosti pana Maersk McKinley Moeller.

## Provoz
Loď je provozována na trase Ning-po – Sia-men – Hongkong – Šen-čen – Johor Bahru – Algeciras – Rotterdam – Bremerhaven a zpět. Na trase proplouvá Suezským průplavem.

## Technické údaje
- Rozměry
  - délka: 397 metrů
  - šířka: 56 metrů
  - výška: 30 metrů
  - maximální ponor: 15,50 metrů

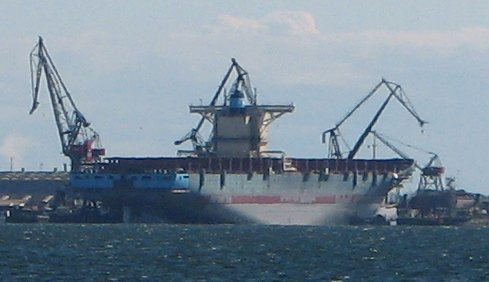
Emma Mærsk ve stavbě v doku v červnu 2006

- Rychlost – 25,5 uzlů (47,2 km/h)
- Celková hmotnost (tun) – 170 794
- Max hmotnost nákladu (tun) – 151 687

## Pro porovnání

Diagram porovnávající délky několika nejdelších lodí - supertankeru Knock Nevis, Emmy Mærsk, osobní lodi Queen Mary 2, lodi pro přepravu hromadných substrátů MS Berge Stahl a letadlové lodi USS Enterprise

- Výkon motoru lodi je roven výkonu 1.150 běžných osobních automobilů o výkonu 74 kW.
- Každých 66 km vydá 1 kWh na 1 tunu nákladu. Jumbo Jet spotřebuje stejné množství energie na 1 tunu nákladu za 0,5 km.
- Kotva lodi váží 29 tun (= hmotnost pěti dospělých slonů afrických).
- Loď ujede přibližně 170 000 námořních mil ročně, což je jako obeplout Zemi 7,5krát.
- Pokud by se při plné kapacitě přeložily všechny kontejnery na vlak, dosáhl by délky 71 km.
- Loď je vybavena potrubím o celkové délce 40 km.
- Loď recykluje odpad pro výrobu tepelné energie. Tímto dosahuje úsporu energie rovnající se roční spotřebě 5 000 evropských domácností.
- Nově vyvinutý silikonový nátěr v místech ponoru umožňuje roční úsporu 1 200 tun motorové nafty.